# 2003 у футболі
Нижче наведені футбольні події 2003 року у всьому світі.

## Засновані клуби
- Аделаїда Юнайтед (Австралія)
- Діфферданж 03 (Люксембург)
- Мономотапа Юнайтед (Зімбабве)
- Рандерс (Данія)
- Ренова (Македонія)

## Національні чемпіони
- Англія: Манчестер Юнайтед
- Аргентина
  - Клаусура: Рівер Плейт
  - Апертура: Бока Хуніорс
- Бразилія: Крузейру
- Данія: Копенгаген
- Італія: Ювентус
- Іспанія: Реал Мадрид
- Нідерланди: ПСВ
- Німеччина: Баварія (Мюнхен)
- Парагвай: Лібертад
- Португалія: Порту
- Україна: Динамо (Київ)
- Уругвай: Пеньяроль
- Франція: Олімпік (Ліон)
- Швеція: Юргорден